# Họ Mộc lan
Họ Mộc lan (danh pháp khoa học: Magnoliaceae) là một họ thực vật có hoa thuộc bộ Mộc lan (Magnoliales). Nó bao gồm 2 phân họ:
- Magnolioideae, trong đó Magnolia (mộc lan) là chi được biết đến nhiều nhất.
- Liriodendroidae, một phân họ đơn ngành, chứa chi Liriodendron (cây tulip/cây hoàng dương hoặc cây áo cộc).

Không giống như phần lớn thực vật hạt kín mà các bộ phận của hoa của chúng sắp xếp thành vòng, các loài trong họ Magnoliaceae có nhị và nhụy hoa sắp xếp thành hình xoắn ốc trên đế hoa hình nón. Sự phân bổ như thế cũng được tìm thấy trong các thực vật cổ hóa thạch và người ta tin rằng nó là cơ sở hay nguyên thủy cho các loài thực vật hạt kín. Hoa của chúng cũng không có sự phân biệt rõ ràng giữa lá đài và cánh hoa như phần lớn các loài thực vật có hoa tiến hóa muộn hơn; bộ phận "hai mục đích" này xuất hiện ở cả hai vị trí được biết đến như là một phần của bao hoa.
Họ này theo truyền thống được công nhận có khoảng 225 loài trong 7 chi, mặc dù một số hệ thống phân loại đưa toàn bộ phân họ Magnoioideae vào trong chi Magnolia. Họ này phổ biến ở miền đông Bắc Mỹ, México, Trung Mỹ, Tây Ấn, khu vực nhiệt đới Nam Mỹ, đông và nam Ấn Độ, Sri Lanka, Đông Dương, Malesia, Trung Quốc, Triều Tiên và Nhật Bản.

## Miêu tả
Tính đơn ngành của họ Magnoliaceae được hỗ trợ bằng một số các đặc trưng hình thái chia sẻ chung giữa các chi gộp trong họ. Phần lớn có hoa lưỡng tính (ngoại trừ Kmeria và một số loài Magnolia đoạn Gynopodium) trên đế hoa đối xứng và thuôn dài. Lá đơn mọc so le, đôi khi xẻ thùy. Cụm hoa đơn độc, hoa sặc sỡ với các lá đài và cánh hoa không thể phân biệt. Các lá đài này nằm trong khoảng từ 6 tới nhiều; nhị hoa nhiều với các chỉ nhị ngắn, phân dị kém từ bao phấn. Lá noãn thường là nhiều, phân biệt nằm trên đế hoa thuôn dài. Quả là dạng quả hợp từ các quả đại thông thường bị áp ép gần khi chúng chín và mở dọc theo bề mặt xa trục. Hạt có vỏ dày cùi thịt và màu từ đỏ tới da cam (trừ Liriodendron). Hoa của Magnoliaceae thụ phấn nhờ bọ cánh cứng, ngoại trừ Liriodendron nhờ ong. Các lá noãn của hoa chi Magnolia đặc biệt dày để tránh tổn thương do bọ cánh cứng khi chúng đậu, bò và kiếm ăn trên đó. Hạt của Magnolioideae phát tán nhờ chim trong khi hạt của chi Liriodendron phát tán nhờ gió.

## Địa sinh học
Do xuất hiện sớm nên sự phân bố địa lý của họ Magnoliaceae trở thành rời rạc hay phân mảng do kết quả của các sự kiện địa chất lớn như các thời kỳ băng hà, trôi dạt lục địa và kiến tạo sơn. Kiểu phân bố này đã cô lập một số loài trong khi giữ cho một số loài chỉ ở gần nhau. Các loài còn sinh tồn của Magnoliaceae phân bố rộng khắp trong vùng ôn đới và nhiệt đới châu Á, từ Himalaya tới Nhật Bản và đông nam qua Malaysia tới New Guinea. châu Á là nơi có khoảng 2/3 số loài trong họ Magnoliaceae, phần còn lại trải rộng khắp châu Mỹ với các loài ôn đới phân bố từ miền nam Hoa Kỳ và các loài nhiệt đới trải rộng từ Brasil tới Tây Ấn.

## Hệ thống học

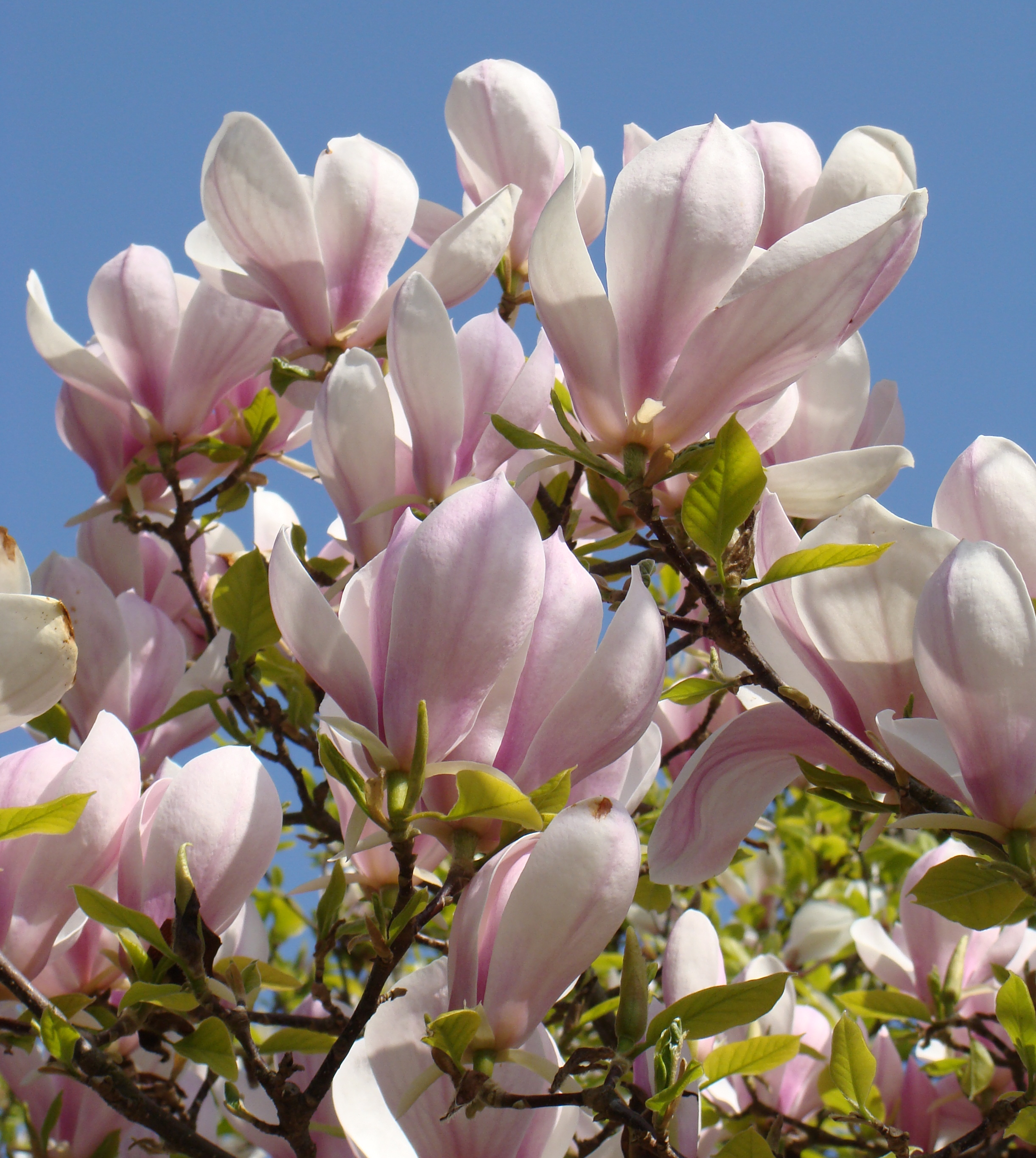
Magnolia × soulangeana

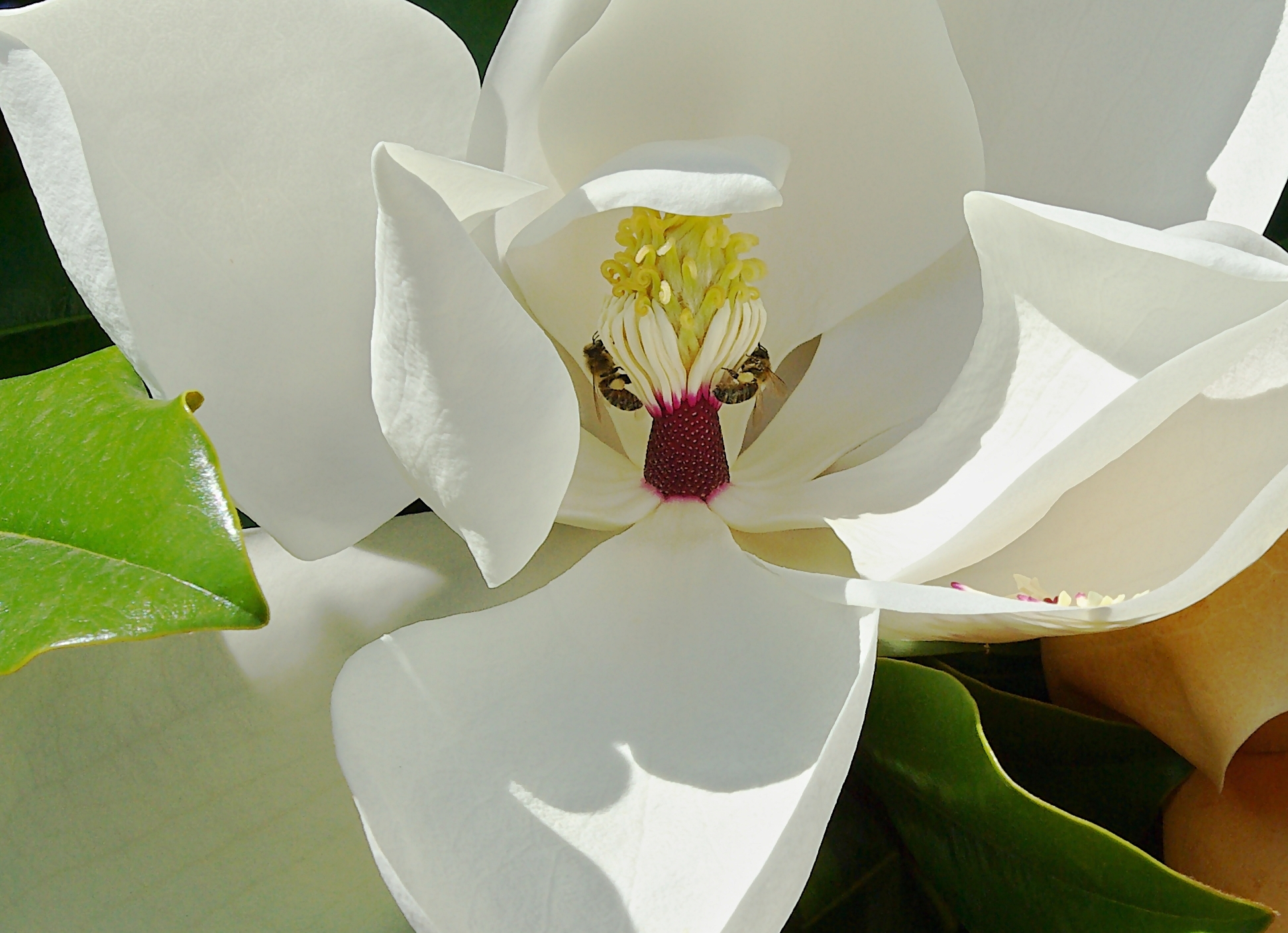
Magnolia grandiflora

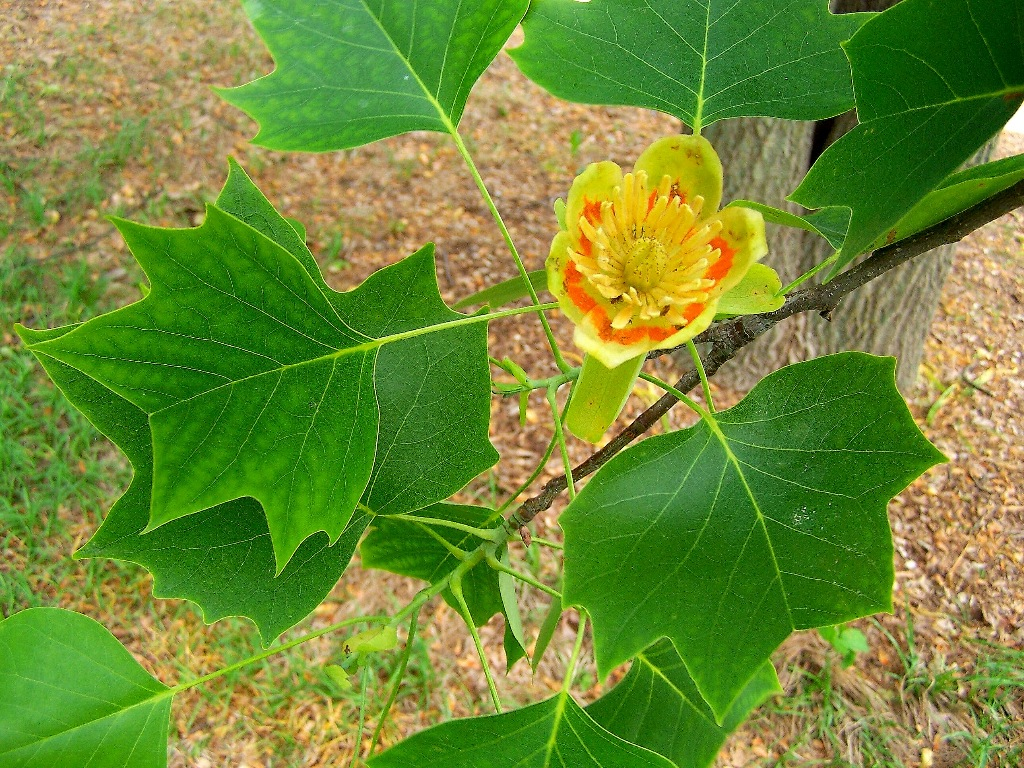
Liriodendron tulipifera

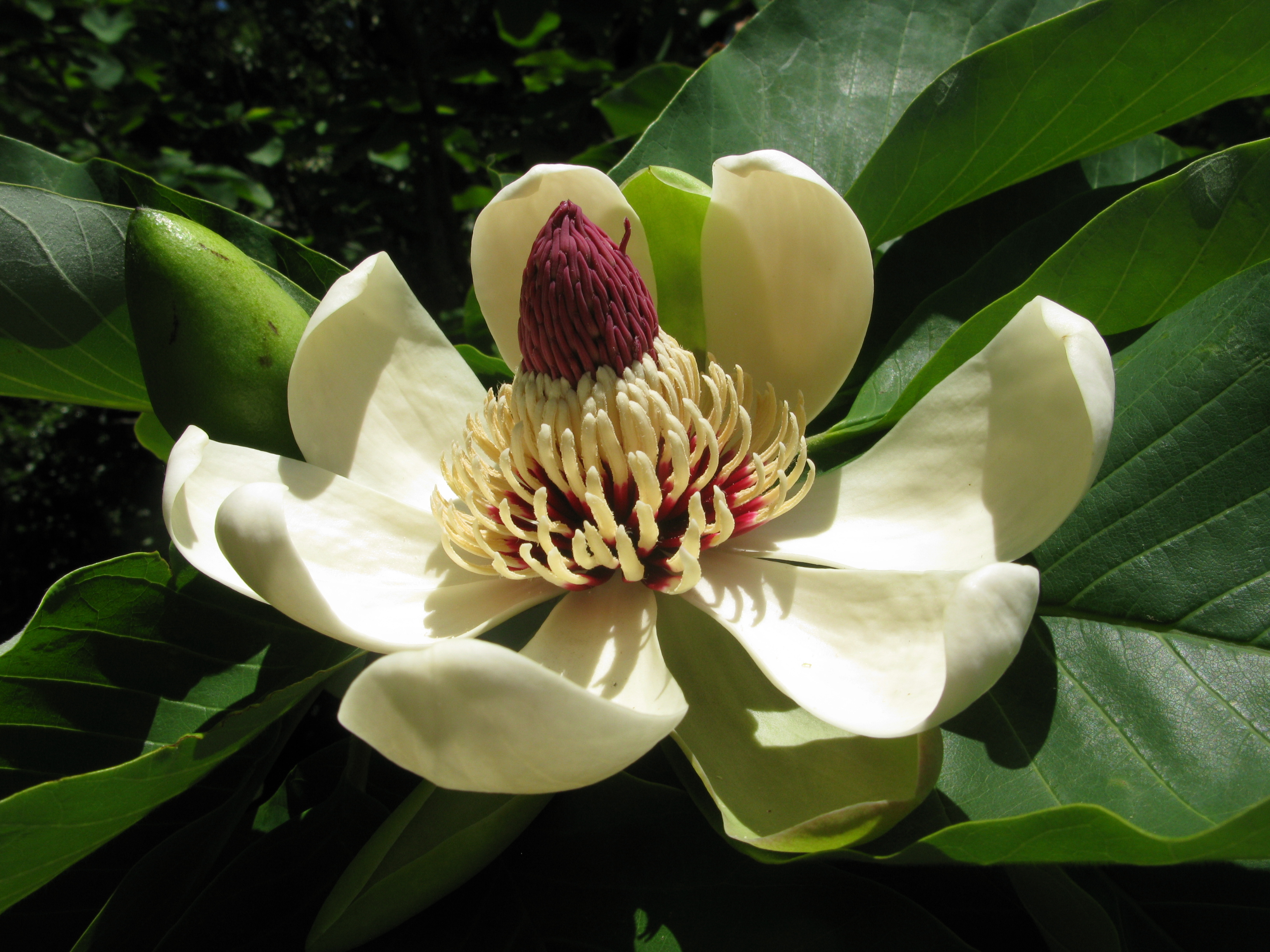
Magnolia obovata

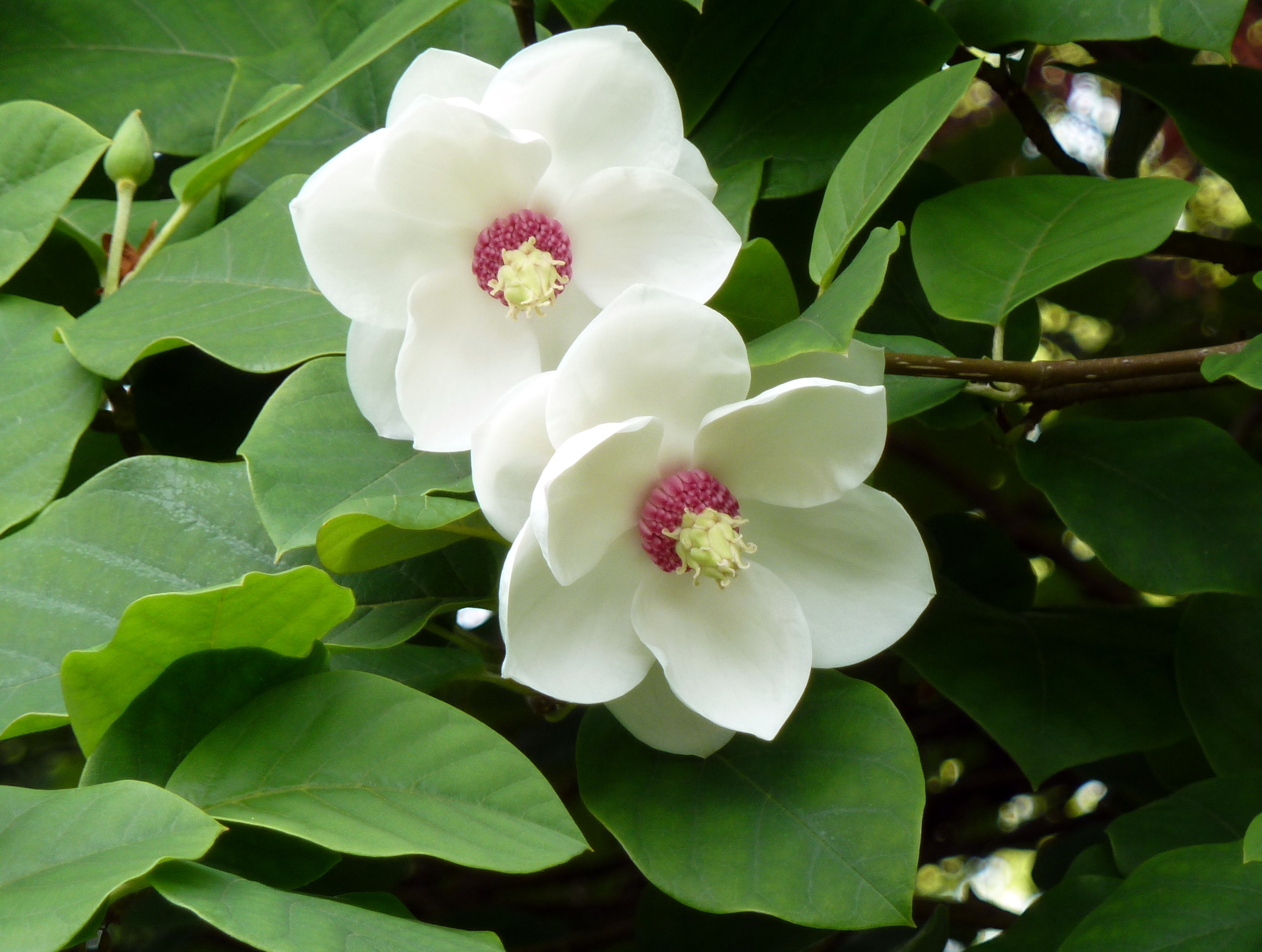
Magnolia sieboldii

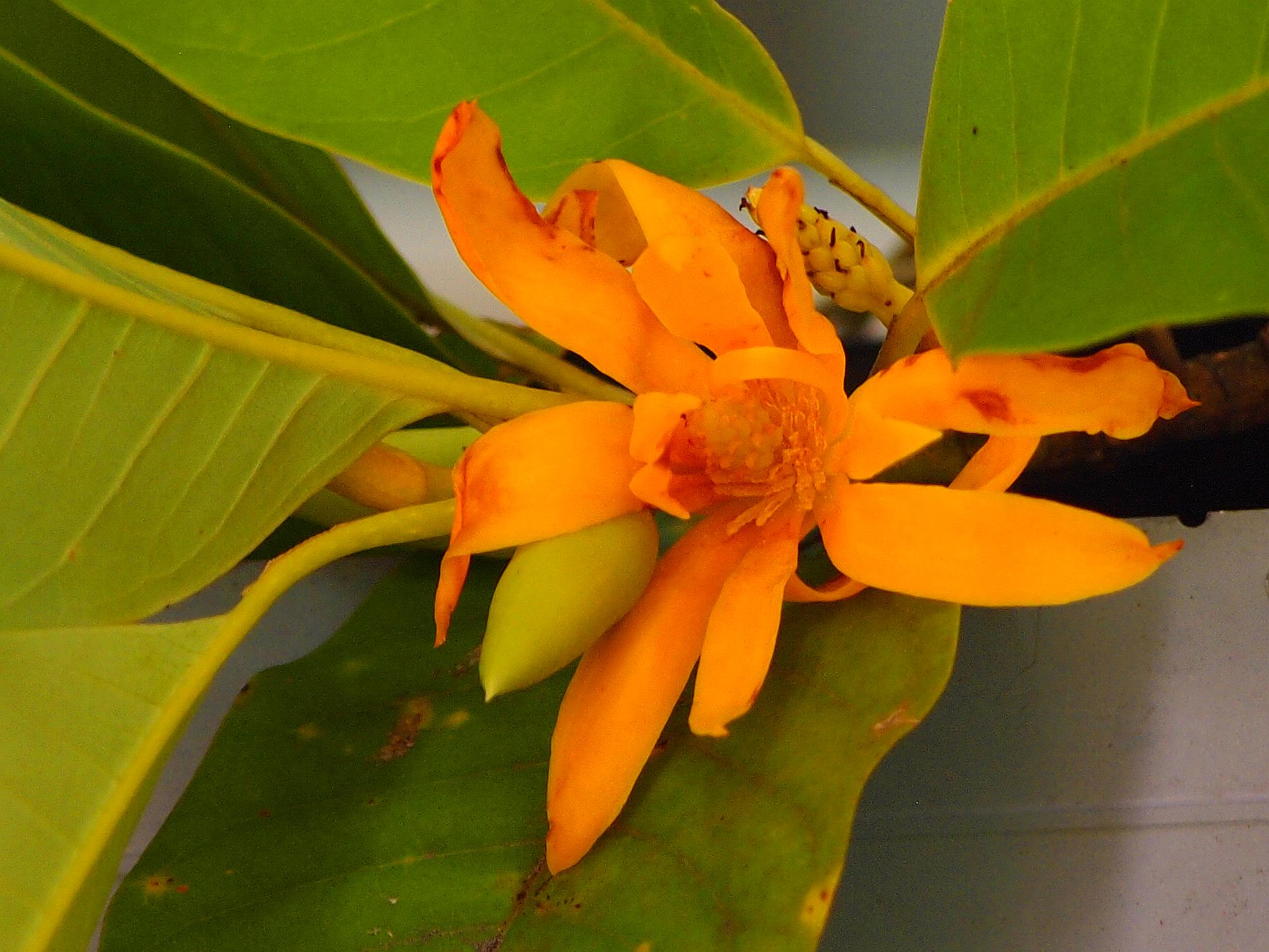
Magnolia champaca (Hoàng ngọc lan)

Do có rất nhiều sự tương tự hình thái trong họ, nên chưa có đồng thuận về số lượng chi trong họ. Sự phát triển của kỹ thuật tạo trình tự DNA vào cuối thế kỷ 20 đã có ảnh hưởng lớn tới nghiên cứu các mối quan hệ phát sinh loài trong họ.
Việc sử dụng các chuỗi ndhF và cpDNA đã bác bỏ nhiều mối quan hệ phát sinh loài theo truyền thống được công nhận trong phạm vi họ Magnoliaceae. Chẳng hạn, nó chỉ ra rằng các chi Magnolia và Michelia là cận ngành khi 4 chi còn lại của phân họ Magnolioideae được tách ra. Trên thực tế, ngay cả các phân chi (Magnolia phân chi Magnolia, Magnolia phân chi Talauma) cũng bị phát hiện là cận ngành. Mặc dù phát sinh loài giải quyết trọn vẹn cho họ vẫn chua được xác định, nhưng các tiến bộ công nghệ này cho phép các nhà hệ thống học định nghĩa rộng các dòng dõi chính

## Phân loại
- Phân họ Magnolioideae
  - Tông Magnolieae
    - Kmeria: 5 loài (có thể gộp trong chi Magnolia nghĩa rộng)
    - Magnolia (gồm cả Alcimandra, Aromadendron, Dugandiodendron, Manglietiastrum, Parakmeria, Talauma): Theo nghĩa hẹp có 128 loài. Nếu coi là chi theo nghĩa rộng sẽ chứa 218 loài.
    - Manglietia: 29 loài (có thể gộp trong chi Magnolia nghĩa rộng)
    - Pachylarnax: 2 loài (có thể gộp trong chi Magnolia nghĩa rộng)

  - Tông Michelieae
    - Elmerrillia: 4 loài (có thể gộp trong chi Magnolia nghĩa rộng)
    - Michelia (gồm cả Paramichelia, Tsoongiodendron): 49 loài (có thể gộp trong chi Magnolia nghĩa rộng)
- Phân họ Liriodendroidae
  -     - Liriodendron: 2 loài

## Tầm quan trọng kinh tế
Về tổng thể, họ Magnoliaceae không phải họ có tầm quan trọng kinh tế đáng kể. Ngoại trừ có nhiều giống cây trồng làm cảnh, tầm quan trọng kinh tế của họ Magnoliaceae nói chung chỉ hạn chế trong việc sử dụng gỗ từ một vài loài cho gỗ và sử dụng vỏ cây cùng hoa từ một vài loài được cho là có dược tính. Họ Magnoliaceae có truyền thống văn hóa giàu có tại Trung Quốc với các chỉ dẫn về tính chất điều trị bệnh của chúng có từ hàng nghìn năm qua. Người Trung Quốc sử dụng vỏ của Magnolia officinalis (tên dược học là hậu phác), một loài mộc lan bản địa của các vùng núi tại Trung Quốc với lá to và hoa thơm màu trắng, trong điều trị chứng chuột rút, tổn thương phần bụng, nôn mửa, tiêu chảy và khó tiêu hóa. Một số loại hoa mộc lan nhất định, như chồi của mộc lan tím (Magnolia liliiflora), được dùng điều trị nhiễm trùng đường hô hấp kinh niên, nhiễm trùng xoang và sung huyết phổi. Gần đây, vỏ mộc lan được sử dụng trong y học thay thế tại phương Tây trong dạng các viên thuốc làm từ vỏ của M. officinalis, được tiếp thị như là thuốc trợ giúp cho điều trị giải sầu, dị ứng, hen suyễn và giảm cân. Các nghiên cứu sơ bộ cho thấy các chất tìm thấy trong vỏ mộc lan có thể có tính chất kháng khuẩn và nấm. Tuy nhiên, hiện nay vẫn chưa có nghiên cứu ở quy mô lớn về các tính chất chữa trị bệnh của vỏ cây hay hoa mộc lan.